# مولي ماكان
مولي ماكان (بالإنجليزية: Molly McCann؛ مواليد 4 مايو 1990) هي مُقاتلة فنون قتالية مختلطة إنجليزية.

## وصلات خارجية
- مولي ماكان على موقع يو إف سي (الإنجليزية)
- مولي ماكان على موقع شيردوغ (الإنجليزية)
- مولي ماكان على موقع Tapology.com (الإنجليزية)